# ノーザンテースト系
ノーザンテースト系（ノーザンテーストけい、Northern Taste Line）は馬（主にサラブレッド）の父系（父方の系図）の1つ。

## 概要
1970年代に日本に輸入された、ノーザンテーストの父系である。1980年代から90年代前半まで活躍馬を輩出していた。2000年以降、その直系の産駒は殆ど種牡馬として活躍していない。
1980年代は、折からの内国産種牡馬不遇の時代であり、またノーザンテースト自身が高齢まで健在であった事も影響し、活躍した産駒の種牡馬としての需要は必ずしも高くなかった。全国リーディングサイアーに10回輝いた記録的な産駒成績とは裏腹に、G1を勝った牡馬は3頭にとどまり、その勝利も全盛期の最中であった1986年が最後であった。これがノーザンテーストが高齢になってからの有力な後継馬不足につながり、ノーザンテースト自身が活躍馬を多く輩出したのとは対照的に、1990年代後半に入ると直系はアンバーシャダイからメジロライアンに続くサイアーラインが残るのみとなった。
直系の最後の後継とされたメジロブライトは受胎率が悪く、4世代の産駒を残したのみで2004年に急死している。メジロブライト産駒の中からはステイヤーズステークスを勝ったマキハタサイボーグが出ているが、同馬はセン馬のため種牡馬になれず、メジロブライトの父メジロライアンも2007年の種付けを最後に種牡馬を引退。ノーザンテースト直仔で最後に種牡馬入りしたクリスザブレイヴは、乗馬市場が主である中国に輸出されている。その結果、2010年にマチカネタンホイザが種牡馬を引退した時点で、ノーザンテースト系種牡馬はすべて生産界から去ってしまった。2013年11月2日に父メジロライアン、母メジロダーリングの仔、メジロカトリーヌがJRAの登録を抹消し、これでJRAからノーザンテースト系の競走馬は姿を消した。現状では残された数少ない直系の産駒から活躍馬が出る可能性は乏しく、父系そのものが断絶に瀕している。
現在、中華人民共和国の新疆ウイグル自治区にて繋養されているメジロアルダンの仔Wu Di(ウーディー)が最後のノーザンテースト系種牡馬である。
一方、元来ノーザンテースト系の産駒には牝馬の活躍馬が多く、日本ではこの血を持つ繁殖牝馬が一定数おり、特にノーザンテースト自身は、1990年代後半以降に顕著な活躍を示したトニービンやサンデーサイレンスの産駒を中心にブルードメアサイアーとして実績を残し、17年連続で全国リーディングブルードメアサイアーとなった。

## サイアーライン
- Darley Arabian 1700
  - Bartlet's Childers 1716
    - Squirt 1732
      - Marske 1750
        - Eclipse 1764　　　---←エクリプス系へ戻る
          - Potoooooooo 1773
            - Waxy 1790
              - Whalebone 1807
                - Sir Hercules 1826
                  - Birdcatcher 1833
                    - The Baron 1842
                      - Stockwell 1849
                        - Doncaster 1870
                          - Bend Or 1877
                            - Bona Vista 1889
                              - Cyllene 1895
                                - Polymelus 1902
                                  - Phalaris 1913　　　---←ファラリス系へ戻る
                                    - Pharos 1920
                                      - Nearco 1935　　　---←ネアルコ系へ戻る
                                        - Nearctic 1954　　　---←ニアークティック系へ戻る
                                          - Northern Dancer 1961　　　---←ノーザンダンサー系へ戻る
                                            - *ノーザンテースト Northern Taste 1971　　　---↓ノーザンテースト系（改行）

---↓ノーザンテースト系---
- *ノーザンテースト Northern Taste 1971 → シャダイソフィア 1980、ダイナカール 1980、アドラーブル 1989
  - キョクトーシャダイ 1977
  - ナンキンリュウエン 1977
  - ピーチシャダイ 1977
  - ファイブダンサー 1977
  - アンバーシャダイ 1977
    - マルカロッキー 1986
    - レインボーアンバー 1986
    - カミノクレッセ 1987
    - メジロライアン 1987 → メジロドーベル 1994
      - メジロブライト 1994 → マキハタサイボーグ (g) 2002

    - ゴールデンゼウス 1989
    - ベストタイアップ 1992
    - カネトシガバナー 1995

  - アスワン 1979
    - ミスターホーショー 1985
    - メジロアルダン 1985
      - Wu Di 2002

    - ツルマイアスワン 1987

  - ギャロップダイナ 1980
    - オースミダイナー 1988
    - マルマツエース 1988

  - オーゴンカザン 1981
  - カミカゼイチバン 1981
    - アラジンオー 1987

  - マルトヨテースト 1981
  - サクラテルノオー 1982
  - アサクサカントリー 1983
  - サクラアンバー 1983
  - ダイナガリバー 1983 → ファイトガリバー 1993
  - ダイナオリンピア 1983
  - テンザンテースト 1983
  - ハクホウイブキ 1983
  - レジェンドテイオー 1983
  - サクラチェリオ 1984
  - スルーオダイナ 1984
  - ダイナサンキュー 1984 → サンエイサンキュー 1989
  - ダイナレター 1984
    - ダイナマイトメール 1995

  - エイシンテイオー 1985
  - サクラパレスオー 1985
  - ロングニュートリノ 1985
  - エイシンタウラス 1986
  - コウショウノレット 1986
  - シルバーテースト 1986
  - センリョウヤクシャ 1986
  - マンジュデンカブト 1986
  - サイレントムービー 1987
  - マチカネタンホイザ 1989
  - エイシンオーシャン 1990
  - ノーザンレインボー 1990
  - ホウザンブレーブ 1991
  - マックスウィンザー 1992
  - レザームーン 1992
  - インターフラッグ 1993
  - クリスザブレイヴ 1994
  - アイランドゴールド 1996

- サイアーライン上は種牡馬入りした馬、→印の後は牝馬などの非種牡馬の代表産駒の一部を示す（ノーザンテースト直仔の牝馬の詳細は、ノーザンテーストの項参照のこと）。また、日本調教馬における太字はG1級競走の勝ち馬を示す。